# Relazioni bilaterali tra Italia e Algeria
Le relazioni bilaterali tra Italia e Algeria fanno riferimento ai rapporti diplomatici fra la Repubblica Italiana e la Repubblica Algerina Democratica e Popolare.
I legami tra i due paesi risalgono all'epoca romana. La parte settentrionale dell'Algeria faceva, infatti, parte dell'impero e, a testimonianza di ciò, in Algeria si trovano due siti Patrimonio dell'umanità UNESCO, Djémila e Tipasa.In generale, le relazioni tra Italia e Algeria sono considerate importanti per la stabilità in un'area particolare qual è l'Africa settentrionale. Entrambe le nazioni sono membri dell'Unione per il Mediterraneo.
L'Italia ha un'ambasciata ad Algeri, l'Algeria ha un'ambasciata a Roma.

## Storia
In seguito all'annesione di Cartagine e del nord dell'attuale Algeria, l'impero stabilì un forte legame culturale con questa regione, legame che ancora oggi è rimasto saldo.

## Relazioni moderne
L'azienda italiana Eni appoggiò e segretamente finanziò il FNL algerino durante la guerra d'Algeria.
L'Italia è stata una forte sostenitrice dell'Algeria durante la guerra civile attraversata da quest'ultima e ha fornito supporto di intelligence al governo algerino nella lotta ai miliziani islamici.
Secondo l'ex Primo Ministro italiano Matteo Renzi, la relazione diplomatica con l'Algeria è di importanza "strategica".
I due paesi hanno collaborato particolarmente in ambito economico ed energetico.